# رود ميلن
رود ميلن (بالإنجليزية: Rod Milne)‏ هو عداء سريع بريطاني، ولد في 15 مارس 1957.

## وصلات خارجية
- رود ميلن على موقع أوليمبيديا (الإنجليزية)